# Tour Saint-Urbain
 (signalé en août 2025).
Si vous disposez d'ouvrages ou d'articles de référence ou si vous connaissez des sites web de qualité traitant du thème abordé ici, merci de compléter l'article en donnant les références utiles à sa vérifiabilité et en les liant à la section « Notes et références ».
- Archive Wikiwix
- Bing
- Cairn
- DuckDuckGo
- E. Universalis
- Gallica
- Google
- G. Books
- G. News
- G. Scholar
- Persée
- Qwant
- (zh) Baidu
- (ru) Yandex
- (wd) trouver des œuvres sur Wikidata

La tour Saint Urbain (en l'honneur d'Urbain Ier) à Košice en Slovaquie a été bâtie  au tournant des XIVe siècle et XVe siècle en tant que clocher de la cathédrale Sainte-Élisabeth dans un style gothique. L'allure Renaissance ne viendra que par la suite en 1628 grâce à l'architecte de Prešov, Martin Lindtner.

## Histoire
Après l'incendie de la ville de 1556, où la tour et la cathédrale ont été touchées, les cloches de la tour ont fondu. En 1557, une cloche énorme de 5 tonnes du fondeur František Illenfeld d'Olomouc a été hissée.
Des modifications ont encore été apportées en 1775 dans un style baroque. Un toit de style empire est posé au début du XIXe siècle ainsi que l'implantation de petits commerces. Les arcades datent de 1911 - 1912 et ont été complétées dans les années 1943 - 1944.
En 1966 un nouvel incendie détruit la cloche de 1557 et le toit. De 1967 à 1971 a lieu une reconstruction à l'identique. À partir de 1977, le musée de la Slovaquie de l'est y expose une partie de sa collection. En 1994, la tour est restituée à l'église son propriétaire original. Dans le tour, un café y a été ouvert et par la suite, depuis 2004, la tour est occupée par un musée de figurines de cire qui retrace l'histoire de la ville de Košice.  
La cloche originale abimée par l'incendie de 1966 est exposée depuis 1989 devant la tour. Une copie a été offerte en 1996 par des employés de la sidérurgie de Slovaquie de l'est aujourd'hui US steel Košice. 

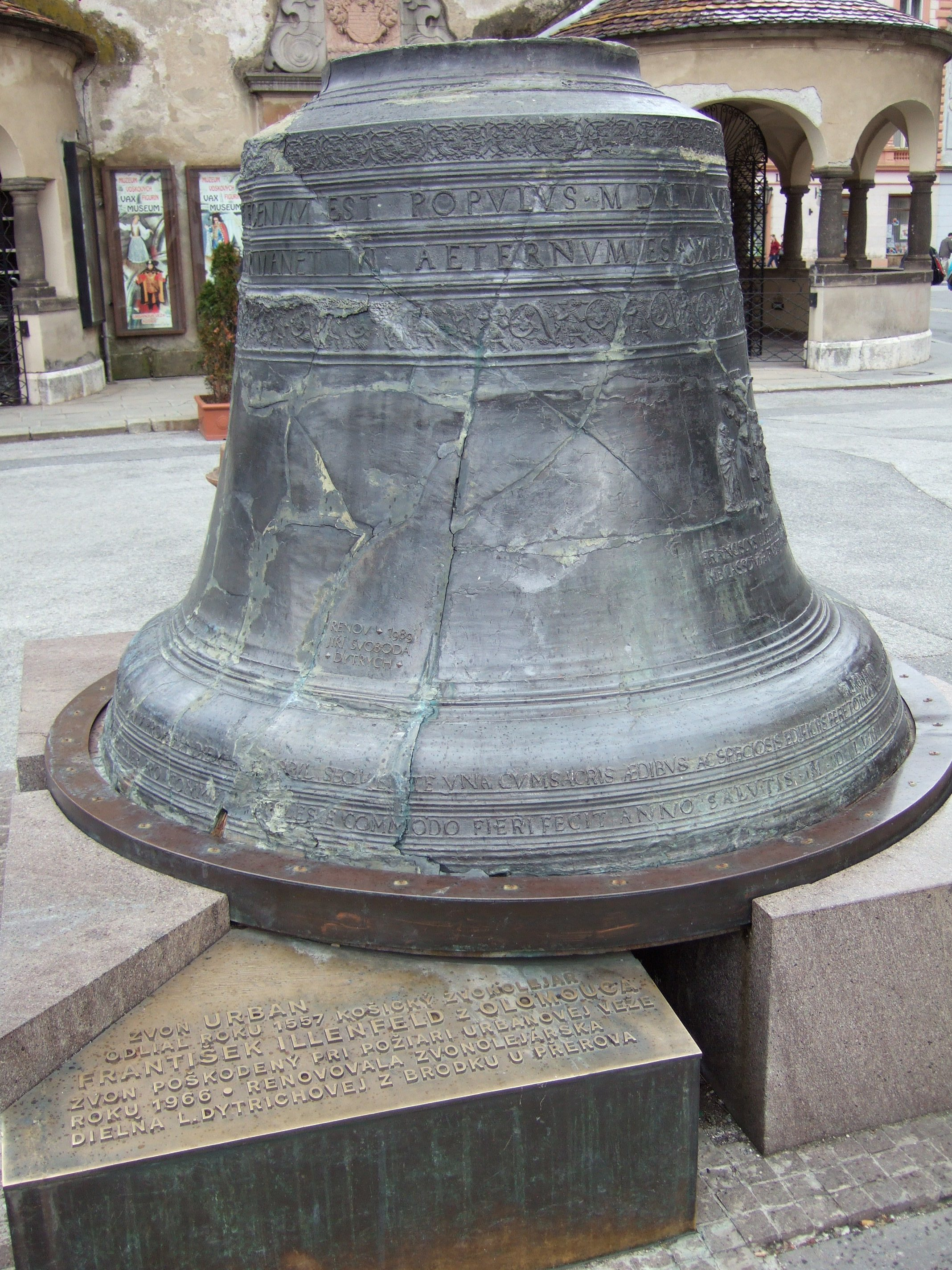
Cloche Urbain de 1557 devant la tour Urbain

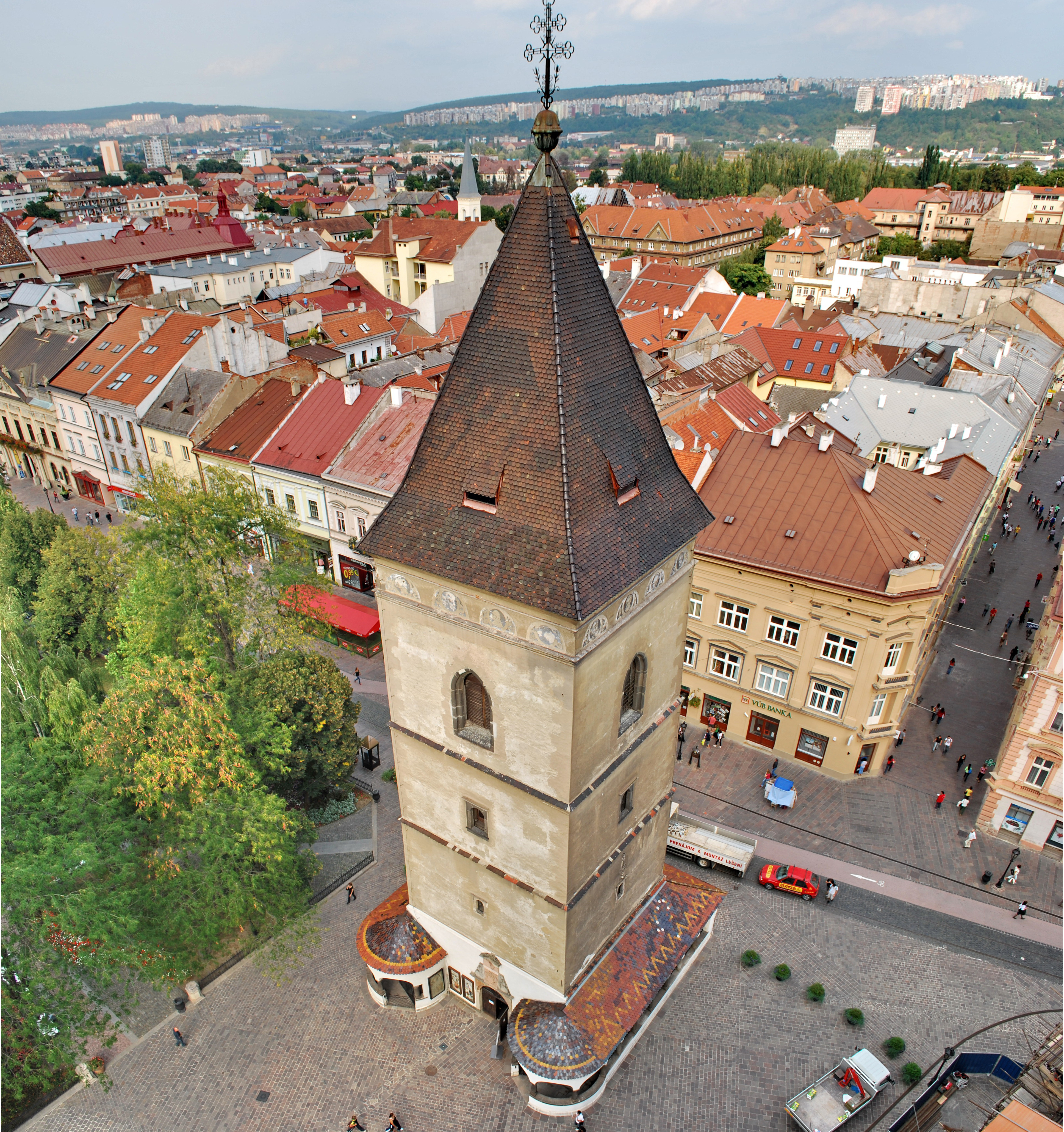
Vue depuis la tour de la Cathédrale Sainte-Élisabeth

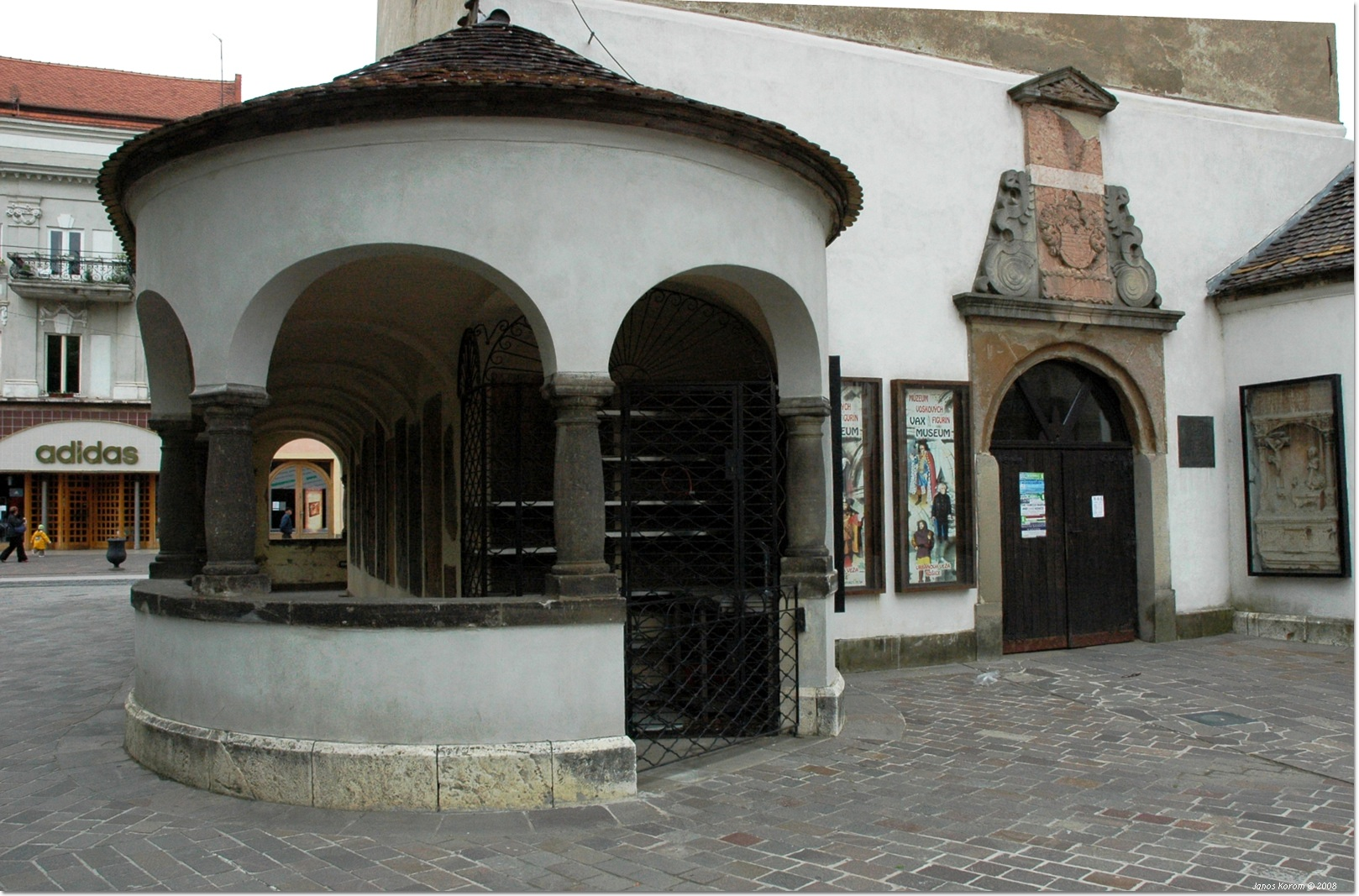
Entrée de la tour Urbain